# Vredenburgh
Vredenburgh – miasto w Stanach Zjednoczonych, w stanie Alabama, w hrabstwie Monroe. W roku 2023 miasto zamieszkiwało 218 osób, a gęstość zaludnienia wynosiła 55,9 osoby/km².